# ليون دبليو. جونسون
ليون دبليو. جونسون (بالإنجليزية: Leon W. Johnson)‏ هو ضابط أمريكي، ولد في 13 سبتمبر 1904 في كولومبيا في الولايات المتحدة، وتوفي في 10 نوفمبر 1997 في فيرفاكس في الولايات المتحدة.

## وصلات خارجية
- ليون دبليو. جونسون على موقع مونزينجر (الألمانية)